# Łarysa Skobluk
Łarysa Petriwna Skobluk (ukr. Лариса Петрівна Скоблюк; ur. 2 marca 1993) – ukraińska zapaśniczka startująca w stylu wolnym. Ósma w Pucharze Świata w 2014. Trzecia na ME U-23 w 2015. Mistrzyni Europy juniorów w 2013 i wicemistrzyni świata w 2013 roku.